# La Casa de los Muertos
La Casa de los Muertos (título original: House of the Dead) es una película de terror y acción de 2003 dirigida por Uwe Boll, con un guion escrito por Dan Bates y Mark A. Altman, basada en el exitoso videojuego arcade con el mismo nombre producido por Sega. La película fue protagonizada por Jonathan Cherry y Ona Grauer.

## Argumento
Dos estudiantes universitarios llamados Simon y Greg van a tomar un barco. Se encuentran allí con tres chicas, Alicia, Karma y Cynthia. Karma se siente atraída por Simón, Simón está enamorado de Alicia, y Cynthia es la novia de Greg. Cuando llegan los cinco en el muelle, se dan cuenta de que llegan tarde y el barco que se supone que los llevaría a la isla se ha ido. Consiguen un paseo en un bote con un hombre llamado Víctor Kirk.
No tardan en llegar a la isla, pero el sitio está completamente desierto. El lugar es un completo desastre. Alicia, Karma y Simon dejan el sitio mientras Cynthia y Greg se quedan. Greg y Cynthia están a punto de hacer el amor en una tienda de campaña, pero Greg sale de la tienda para orinar. En la tienda de Cynthia, ella es asesinada por un grupo de zombis. Mientras tanto, Alicia, Karma y Simon encuentran una casa vieja. Dentro de la casa se encuentran con Rudy, Liberty y Hugo que les dicen que los zombis los atacaron, matando a todos. Los seis salen a buscar a Greg y a Cynthia. Mientras tanto, los zombis matan a Salish cuando está solo en el bosque.
Alicia, Rudy, Karma, Simon y Liberty encuentran a Greg. Cynthia sale por detrás de un árbol, pero ahora es un zombi. Ella mata a Hugh, pero es asesinada cuando Casper llega y le dispara. Forman un plan para regresar al barco de Kirk y salir de la isla. Cuando regresan a la playa se encuentran con los zombis en el barco de Kirk. Casper y Greg dejan el grupo para ir a buscar ayuda, pero Greg es asesinado en el bosque. Kirk después lleva al grupo a un lugar en el bosque donde ha escondido una caja llena de armas. Una vez que todos están armados, deciden regresar a combatir a los zombis. Liberty y Casper mueren en la lucha y Alicia, Rudy, Kirk, Karma y Simón logran refugiarse en una casa.
Cuando Kirk sale y ve a Salish como un zombi, se suicida con un cartucho de dinamita. Los otros cuatro se encierran en un laboratorio en la casa. Karma, Alicia y Rudy bajan a la escotilla y Simon le dispara a un barril de pólvora para volar la casa, matando un montón de zombis y a sí mismo. Alicia, Rudy y Karma se encuentran en los túneles subterráneos. Ellos hacen su camino a través de los túneles, pero Karma es asesinada por zombis en su intento de mantenerlos a raya mientas Rudy y Alicia huyen.
Alicia y Rudy son capturados por un español llamado Castillo, quien se inyectó un suero de lainmortalidad hace muchos años y creó el primer zombi. Alicia y Rudy escapan de los túneles, pero son seguidos por Castillo. Alicia y Castillo pelean con espadas, y éste termina clavándosela en el corazón. Rudy logra decapitar a Castillo y piensa que la lucha ha terminado. Castillo sigue vivo y su cuerpo sin cabeza comienza a estrangular a Rudy. Alicia, apenas con vida se levanta y aplasta la cabeza de Castillo con su pie, matándolo finalmente. Luego muere. Rudy y Alicia son rescatados por un equipo de agentes. Luego se revela que Rudy le dio a Alicia el suero de la inmortalidad y es por eso que ella está viva. La película termina con los dos sobrevivientes regresando a casa.

## Reparto
- Jonathan Cherry como Rudolph "Rudy" Curien.
- Tyron Leitso como Simon Cruise.
- Ona Grauer como Alicia.
- Jürgen Prochnow como Capitán Victor Kirk.
- Ellie Cornell como Jordan Casper.
- Enuka Okuma como Karma.
- Michael Eklund como Hugh.
- Kira Clavell como Liberty.
- Will Sanderson como Greg.
- Clint Howard como Salish.
- David Palffy como Castillo Sermano.
- Sonya Salomaa como Cynthia.
- Erica Durance como Johanna.

## Recepción
La recepción entre los críticos y los fanes del juego fue abrumadoramente negativa. Rotten Tomatoes la clasificó como la 41 ª película en las 100 peores del 2000, con una calificación de 4% sobre la base de 53 comentarios. IGN Movies, sin embargo, dio tres de cinco estrellas, citándola como "una descarada B-película que hace un trabajo muy digno con un presupuesto limitado, reparto desconocido, y la historia de rutina."